# 李文安公专祠
李文安公专祠位于安徽省巢湖市中庙街道中庙东侧，系纪念李鸿章之父李文安的专祠，1982年11月公布为巢县重点文物保护单位，2018年列为合肥市文物保护单位。
李文安公专祠旁有淮军昭忠祠，系清代为祭奠和纪念淮军阵亡将士将士而建的祠堂，亦为合肥市文物保护单位。